# Ảnh hưởng kinh tế của đại dịch COVID-19

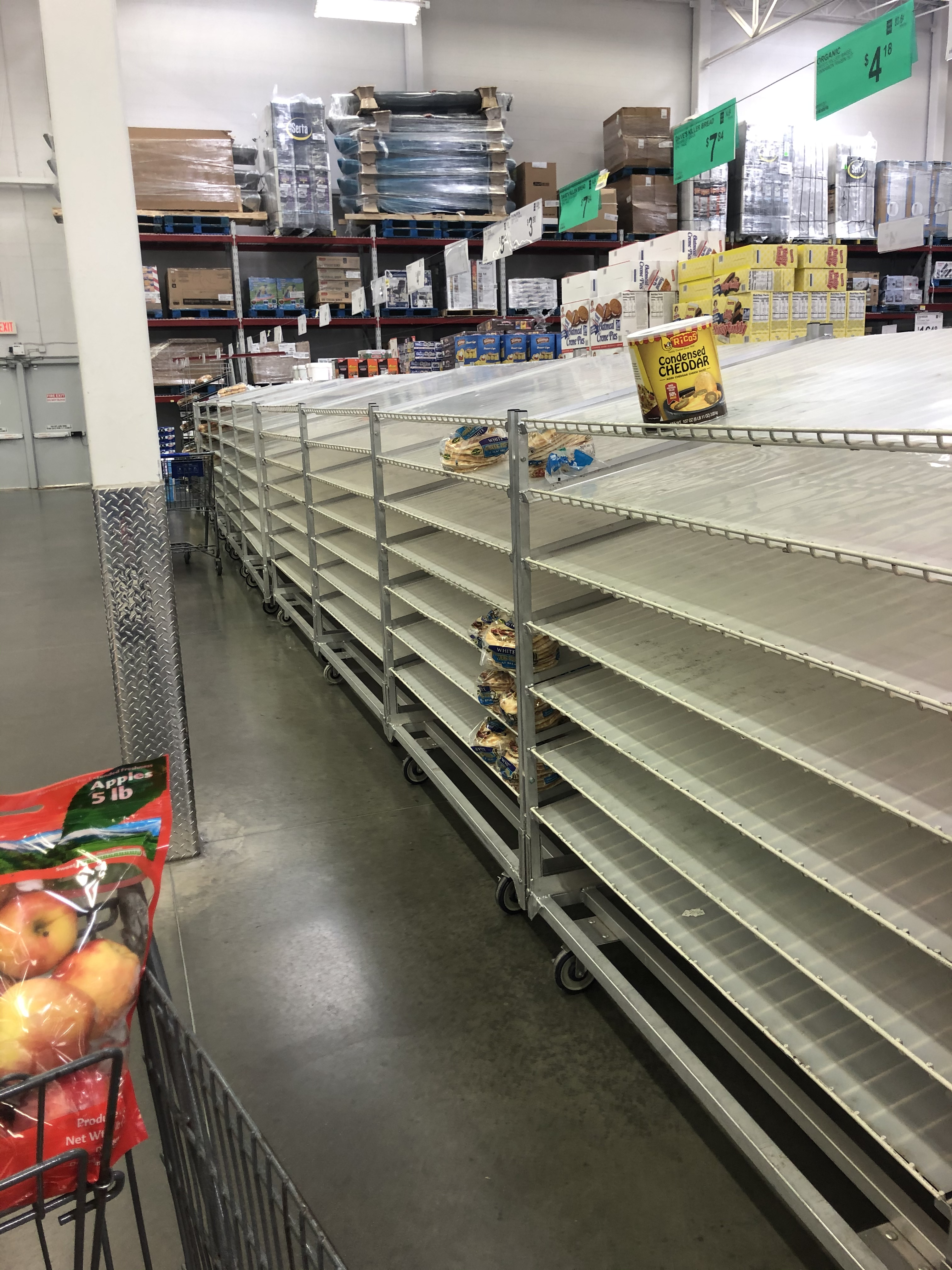
Các kệ hàng trống do việc mua đồ hoản loạn ở Lufkin, Texas, Hoa Kỳ, vào ngày 13 tháng 3 năm 2020.

Nền kinh tế toàn cầu đã bị ảnh hưởng rất lớn bởi sự bùng phát của dịch coronavirus 2019. Tác động của nó cao hơn nhiều so với tác động của virus SARS năm 2003.
Nhu cầu về thiết bị bảo vệ cá nhân đã tăng lên, theo Tổng Giám đốc của WHO Tedros Ghebreyesus. Điều này đã dẫn đến việc tăng giá, gấp hai mươi lần so với giá bình thường và nhu cầu này đã gây ra sự chậm trễ trong việc cung cấp từ bốn đến sáu tháng.

## Tổng quan
Đại dịch COVID-19 đã gây ra những hậu quả sâu rộng ngoài khả năng lây lan của dịch bệnh và những nỗ lực để kiểm dịch. Khi vi rút SARS-CoV-2 lan rộng trên toàn cầu, các mối quan tâm đã chuyển từ các vấn đề sản xuất từ phía cung ứng sang việc giảm kinh doanh trong lĩnh vực dịch vụ. Các đại dịch gây ra suy thoái kinh tế toàn cầu lớn nhất trong lịch sử, với hơn một phần ba dân số thế giới vào thời điểm đó bị phong tỏa.
Sự thiếu hụt nguồn cung dự kiến sẽ ảnh hưởng đến một số ngành do tình trạng mua bán hoảng loạn, tăng cường sử dụng hàng hóa để chống lại đại dịch, và gián đoạn hoạt động các nhà máy và hậu cần ở Trung Quốc đại lục. Đã có những trường hợp tăng giá cao đột biến. Đã có nhiều báo cáo về tình trạng thiếu dược phẩm, với nhiều khu vực chứng kiến cảnh mua bán hoảng loạn và hậu quả là thiếu hụt thực phẩm và các mặt hàng tạp hóa thiết yếu khác. Đặc biệt, ngành công nghệ đã cảnh báo về sự chậm trễ đối với các lô hàng điện tử.
Thị trường chứng khoán toàn cầu giảm vào ngày 24 tháng 2 năm 2020 do sự gia tăng đáng kể số trường hợp COVID-19 bên ngoài Trung Quốc đại lục. Đến ngày 28 tháng 2 năm 2020, thị trường chứng khoán trên toàn thế giới chứng kiến sự sụt giảm lớn nhất trong một tuần kể từ cuộc khủng hoảng tài chính năm 2008. Thị trường chứng khoán toàn cầu sụp đổ vào tháng 3 năm 2020, với mức giảm vài phần trăm của các chỉ số chính trên thế giới.
Sự bất ổn có thể xảy ra do một đợt dịch bùng phát và những thay đổi về hành vi liên quan có thể dẫn đến tình trạng thiếu lương thực tạm thời, tăng giá và gián đoạn thị trường. Việc tăng giá như vậy được những nhóm dân cư dễ bị tổn thương, những người phụ thuộc vào thị trường để mua thực phẩm cũng như những người đã phụ thuộc vào hỗ trợ nhân đạo để duy trì sinh kế và tiếp cận thực phẩm cảm nhận thấy nhiều nhất. Theo quan sát trong cuộc khủng hoảng giá lương thực 2007-2008, tác động lạm phát bổ sung của các chính sách bảo hộ thông qua thuế nhập khẩu và lệnh cấm xuất khẩu có thể khiến số người phải đối mặt với tình trạng mất an ninh lương thực nghiêm trọng trên toàn thế giới tăng lên đáng kể.
Khi đại dịch lan rộng, các hội nghị và sự kiện toàn cầu về công nghệ, thời trang và thể thao đã và đang bị hủy bỏ hoặc hoãn lại. Trong khi tác động tiền tệ đối với ngành du lịch và thương mại vẫn chưa được ước tính, nó có thể lên đến hàng tỷ đô la Mỹ và ngày càng tăng lên.
Úc, Trung Quốc đại lục và Hồng Kông có khả năng phải chịu tác động kinh tế trực tiếp nhất từ sự gián đoạn, với Hồng Kông đã bị suy thoái sau một thời gian dài các cuộc biểu tình đang diễn ra kể từ năm 2019 và tại Úc dự kiến sẽ bị suy thoái với việc GDP bị giảm từ 0,2% đến 0,5% cho năm 2020, nhưng Morgan Stanley dự kiến nền kinh tế của Trung Quốc sẽ tăng từ 5,6% (trường hợp xấu nhất) lên 5,9% cho 2020.
Agedit Demarais của Đơn vị Tình báo Kinh tế dự báo vào tháng 1 rằng các thị trường sẽ vẫn biến động cho đến khi một hình ảnh rõ ràng hơn xuất hiện về kết quả tiềm năng. Một số nhà phân tích ước tính vào đầu tháng 1 rằng sự tác động tiêu cực của dịch bệnh đối với tăng trưởng toàn cầu có thể vượt qua sự bùng phát của SARS. Tiến sĩ Panos Kouvelis, giám đốc "Trung tâm Boeing" tại Đại học Washington ở St. Louis, ước tính tác động hơn 300 tỷ đô la đến chuỗi cung ứng của thế giới có thể kéo dài đến hai năm. Tổ chức các nước xuất khẩu dầu mỏ được báo cáo là "chao đảo" sau khi giá dầu giảm mạnh do nhu cầu thấp hơn từ Trung Quốc. Thị trường chứng khoán toàn cầu đã giảm vào ngày 24 tháng 2 năm 2020 do sự gia tăng đáng kể số lượng COVID-19 bên ngoài Trung Quốc đại lục. Đến ngày 28 tháng 2 năm 2020, thị trường chứng khoán trên toàn thế giới chứng kiến sự sụt giảm trong một tuần lớn nhất kể từ cuộc khủng hoảng tài chính năm 2008. Thị trường chứng khoán sụp đổ vào ngày 9 tháng 3 năm 2020, với mức giảm vài phần trăm trong các chỉ số chính của thế giới. Khi đại dịch lan rộng, các hội nghị và sự kiện toàn cầu về công nghệ, thời trang, thể thao, v.v., đang bị hủy bỏ hoặc hoãn lại. Mặc dù tác động tiền tệ đối với ngành du lịch và thương mại vẫn chưa được ước tính, nhưng nó có khả năng sẽ lên đến hàng tỷ và ngày càng tăng.
Theo dự đoán của IMF tháng 4/2020 thì kinh tế thế giới năm 2020 sẽ giảm 3% (tháng 6/2020 dự báo giảm tới 4,9%) là khủng hoảng nghiêm trọng nhất sau Thế chiến 2. Dự báo tháng 4/ 2020 khu vực châu Âu sẽ giảm 7,5%, trong đó EU giảm 7,1% (tháng 6 dự báo giảm tới 10,2), khu vực châu Á Thái Bình Dương giảm 0,2%, trong đó ASEAN giảm 0,7% năm 2020 (tháng 6 dự báo các nền kinh tế mới nổi và phát triển châu Á giảm 0,8%, sau đó dự báo giảm tới 1,6%)...
Cụ thể một số nước (dự báo tháng 4/ tháng 6): Đức (giảm 7% /- 7,8%), Anh (-6,5% / -10,2%), Pháp (-7,2% / -12,8%), Ý (-9,1% /), Tây Ban Nha (-8% /), Nga (-5,5% /), Trung Quốc (+1,2% / 1%), Ấn Độ (+1,9% / -4,5%), Nhật (-5,6% /), Mỹ (-5,9% / -8%), Braxin (-5,3% / -9,1%), Thái Lan (-6,7% / -7,7%), Malaixia (-1,7% / -3,8%), Indonesia (+0,5%), Lào (+0,7% /), Campuchia (-1,6% /), Việt Nam (+2,7% /)... Dự đoán quý 2 giảm mạnh nhất ở hầu hết các nước, tuy nhiên dự đoán tăng trưởng sẽ khá hơn ở quý 3 và 4 tuy nhiên còn tùy theo tình hình dịch bệnh mỗi nước...
Số liệu một số nước: Trung Quốc giảm 6,8% quý 1, tăng trưởng 1,1% quý 2, Ấn Độ tăng 3,1% (3 tháng đầu năm), ước giảm 45% (3 tháng tiếp), Mỹ giảm 4,8% quý 1, ước giảm gần 53% quý 2, Nhật Bản giảm 3,4% quý 1, dự báo quý 2 giảm 22%, Anh giảm 2% quý 1, giảm 20,4% tháng 4, giảm 19,1% trong 3 tháng tính tới tháng 5, tăng 1,8% trong tháng 5, Nam Phi quý 2 giảm  tới 32,6%, Singgapore quý 1 giảm 0,7%, quý 2 giảm 12,6% so với cùng kỳ năm trước và 41,2% so với quý trước, Italia quý 1 giảm 5,3%, Đức giảm 2,2% quý 1, Brazil giảm 1,5% quý 1, Philippines giảm 0,2% quý 1, Australia giảm 0,3% quý 1, Việt Năm tăng 3,82% quý 1... Theo dự báo của FocusEconomics tháng 5/2020 cả năm Pháp giảm 9,2%, Anh giảm 7,6%, Canada giảm 6,9%, Đức giảm 6,3%, Mỹ giảm 5,8%, Thụy Điển giảm 5,2%, Nga giảm 4,1%, Ấn Độ giảm 0,2%, Thái Lan giảm 5,4%, Việt Nam tăng 2,6%, Lào tăng 2,6%, Campuchia tăng 0,9%, Myanmar tăng 2,8%...
Khảo sát của ECR quý 2 có 127 / 174 nước tăng rủi ro kinh tế tài chính so với quý 1, 79 quốc gia đã chứng kiến tổng điểm rủi ro của họ giảm xuống kể từ quý 1, với sự sụt giảm mạnh xảy ra một lần nữa đối với Argentina và Liban, phản ánh các vấn đề về xử lý nợ đang diễn ra của họ, cũng như Iran, Iraq, Libya, Syria và Yemen, các nước Cộng hòa Séc, Mexico và Sri Lanka cũng đáng chú ý trong số các quốc gia có hồ sơ rủi ro cao hơn, đặc biệt Nam Sahara. Rủi ro ngày càng tăng đối với các nhà đầu tư ở Brazil, Chile, Ấn Độ, Indonesia, Nigeria và Peru. 81 quốc gia cho thấy sự an toàn được cải thiện như của các quốc đảo rõ ràng có khả năng bảo vệ tốt hơn chống lại coronavirus, cụ thể là Bermuda, Cộng hòa Dominican, Fiji, Haiti, Jamaica, Maldives và, ấn tượng là Đài Loan. Cũng an toàn hơn là Hy Lạp, Kazakhstan, Montenegro, Morocco và Paraguay theo số liệu đa yếu tố của cuộc khảo sát. Trong khi đó, Thụy Sĩ vẫn là quốc gia an toàn nhất trên toàn thế giới, trước Singapore và các quốc gia Bắc Âu, tất cả đều sở hữu nền tảng tài chính vĩ mô tương đối mạnh hơn, tiền tệ ổn định hơn, tham nhũng thấp và các lợi thế khác. Với Mỹ, Ngân hàng Dự trữ Liên bang Atlanta đã điều chỉnh dự báo tăng GDP của Mỹ trên dữ liệu việc làm mới nhất, co lại 35,2% trong quý hai. Các chính sách dân túy bài ngoại cả trong và ngoài nước của Donal Trump dẫn đến hỗn loạn. OECD dự đoán GDP sẽ giảm mạnh và tỷ lệ thất nghiệp tăng mạnh trong năm nay đối với tất cả các thành viên G10, với Pháp, Ý và Anh bị ảnh hưởng nặng nề nhất. Đại dịch Covid-19 đã làm gia tăng sự bất bình đẳng trong và giữa các nước châu Âu, sẽ gây ra những hậu quả khác nhau. Với Trung Quốc, trên bình diện quốc tế, uy tín của Bắc Kinh đã đạt mức thấp, bị chỉ trích rộng rãi về phản ứng của họ đối với sự bùng nổ ban đầu của Covid-19 và những sự phản ứng dữ dội đang diễn ra đối với một số khía cạnh của Sáng kiến Vành đai và Con đường. IMF và WB đánh giá triển vọng GDP của Trung Quốc trong năm 2020 lên mức tăng trưởng từ 1% đến 1,5%, với các số liệu từ tháng 5 đến tháng 6 cho thấy hoạt động sản xuất, bán lẻ ô tô và giao dịch bất động sản ở Trung Quốc đều tăng vọt, cho thấy sự phục hồi chung trong tiêu dùng cá nhân. Với Brazil, rủi ro kinh tế cơ bản bắt đầu từ GNP đang suy giảm từ mức dự báo -5,3% trong tháng 4 đến -9,1% vào tháng 6 năm 2020.
OECD tháng 9 dự báo GDP toàn cầu sẽ giảm 4,5% năm 2020 lạc quan hơn so với dự báo tại thời điểm tháng 6/2020, kinh tế Mỹ trong quý 3 phục hồi đáng kể, chậm hơn ở EU, phục hồi nhẹ ở Nhật và tốt hơn ở Hàn Quốc, tín hiệu tích cực từ Trung Quốc. Việt Nam dự báo của WB tăng trưởng đứng thứ 5 thế giới 2020.
Dự báo của WB, kinh tế thế giới năm 2020 giảm 5,2%, Mỹ và Nhật đều giảm 6,1%, châu Âu (Euro) giảm 9,1%, Trung Quốc tăng 1%, Nga giảm 6%, Ấn Độ giảm 3,2%, khu vực Đông Nam Á có Malaysia giảm 3,1%, Philippines giảm 1,9%, và Thái Lan giảm 5%, Timo giảm 4,8%, Campuchia giảm 1%, Indonesia 0%, Lào tăng 1%, Myanmar tăng 1,5%, Việt Nam tăng 2,8%.
Số liệu của OECD, tăng trưởng kinh tế (%, so với cùng kỳ năm trước) các khu vực và nước ba quý 1,2,3 năm 2020:  Khu vực đồng Euro -3,3 /-14,8 /-4,4; Liên minh Châu Âu -2,7 /-13,9/ -4,3; G7 -1,3 /-11,9/ -4,2; Trung Quốc -6,8 / 3,2 / 4,9; Indonesia 3,0 /-5,4 / -3,6; Ấn Độ 3,3 /-23,5 / -7,5;  Mỹ 0,3 / -9.0/ -2,9; Nhật -1,9/ -10,3 / -5,9; Hàn Quốc 1,4 / -2,8 (ước) / -1,3 (ước); Mexico -2,2 / -18,7 / -8,6; Canada -0,9 /-13.0 / -4,6 (ước);  Australia 1,6 / -6,3/ -3,8; Brazil -1,4 / -11,4 / -3,9; Nam Phi -0,2 /-17,2 / -6,1; Nga 2,6 / -10,3  (ước) / -6,0 (ước);  Pháp -5,7 / -18,9 / -3,9;  Đức -2,1 / -11,2 (ước)/ -4,0 (ước); Ý -5.6 /-17,9 / -4,7; Tây Ban Nha -4,2 / -21, 5 (ước) / -8,7 (ước); Hà Lan 0,4 /-9,2 / -2,5;  Ba Lan 1,9 /-8,0 /-2,0; Thụy Điển 0,7 /-7.4 / -2,7; Anh -2,1/ -21,5 /-9,6;...
Dự báo của IMF tháng 10 năm 2020 kinh tế thế giới năm 2020 giảm 4,4% (trước dự báo -5,6%), Europa giảm 7%, nặng nhất là Ý -10,6%, Tây Ban Nha -12,8%, Bồ Đào Nha -10%,...Pháp giảm 9,8% bằng Anh trong khi Đức chỉ giảm 6%. Nga sẽ giảm 4,1%, Nhật giảm 5,3%, Hàn Quốc giảm 1,9%, Hồng Kông giảm 7,5% trong khi Ma Cao giảm tới 52,3%. Khu vực Đông Nam Á Philippines sẽ giảm 8,3%, Việt Nam tăng 1,6%, kinh tế Trung Quốc tăng 1,9%, Ấn Độ giảm 10,3%. Mỹ sẽ giảm 4,3%, kinh tế giảm nhiều nhất ở châu Mỹ là Venezuela giảm 25%, tiếp theo Peru giảm 13,9%, Argentina, Ecuador...Tăng trưởng dương chỉ dưới 10 nước hầu như thuộc châu Á và châu Phi (Ai Cập, Tanzania, Ethiopia, Bờ Biển Ngà...). Trung Quốc là nước duy nhất trong G20 tăng trưởng dương. Quỹ Tiền tệ Quốc tế (IMF) tháng 10 dự báo kinh tế Trung Quốc sẽ tăng trưởng 1,9% vào năm 2020, cao hơn 0,9 điểm phần trăm so với dự báo hồi tháng 6 Theo Xinhua: "1,4 tỷ người dân Trung Quốc đoàn kết như một đã tạo điều kiện để đất nước từng bước đưa sản xuất và đời sống trở lại bình thường".
Theo Xinhua, năm 2020 Brazil giảm 4,36%, khu vực Ả Rập ước tính giảm 3% vào năm 2020, Jordan giảm 3%, Maldives  dự kiến giảm 29,3%, Senegal tốc độ tăng trưởng kinh tế giảm mạnh nhưng  đã tránh được suy thoái, 
Capital Economics dự báo rằng GDP của Trung Quốc sẽ tăng 2,5% vào năm 2020, sẽ tăng 10% vào năm 2021, Campuchia dự báo giảm 2%, Lào dự kiến tăng trưởng 3,3% (Ngân hàng Phát triển Châu Á (ADB) công bố ngày 15 tháng 9 năm 2020, cho biết tốc độ tăng trưởng của nền kinh tế Lào sẽ giảm 2,5% trong năm nay lần đầu tiên trong 4 thập kỷ (kể từ năm 1986 và 1987 trở đi). Theo ADB, tháng 12 năm 2020, tiểu vùng Đông Nam Á tăng trưởng 2020 được điều chỉnh xuống -4,4% từ -3,8% vào tháng 9. Tăng trưởng kinh tế ở Đông Nam Á vẫn chịu áp lực khi COVID-19 bùng phát và các biện pháp ngăn chặn tiếp tục, đặc biệt là ở Indonesia, Malaysia và Philippines.
IMF dự kiến kinh tế toàn cầu sẽ phục hồi một phần trong năm tới, với mức tăng trưởng 5,2%.
Theo một số dự báo GDP của Việt Nam năm 2020 sẽ vượt qua Malaysia và Singapore, và có khả năng vượt Philippines cả chỉ số GDP và GDP/người vì các nền kinh tế đó suy giảm sâu năm 2020. Philippines tăng trưởng -0,7% trong quý đầu tiên, -16,9% quý 2, -11,5% quý 3. Điều này khiến GDP giảm xuống 10% trong chín tháng đầu năm. Thu nhập chính ròng từ phần còn lại của thế giới và Tổng thu nhập quốc dân (GNI) đã giảm -28,2% và -13,0%, trong quý 3, trước đó GNI giảm -17% trong quý 2. WB dự báo GDP giảm 8,1% trong cả năm 2020, dự báo khác -9,6% của Fitch Ratings, -9,5% của S&P Global Ratings và -8,3% của IMF, -8,5% của ADB, và Chính phủ là -8,5 đến -9,5%. (dự báo tổng sản phẩm quốc nội của nước này sẽ giảm 8,5% trong tháng 10 đến tháng 12- quý 4, và cả năm nền kinh tế sẽ thu hẹp 9,5% trong năm nay và tăng 11% vào năm 2021). Malaysia GDP quý 1 là + 0,7%, quý 2 là -17,1%, quý 3 là -2,7%. BNM  dự báo cả năm 2020 GDP giảm xuống từ -3,5% đến -5,5%, WB dự báo giảm 5,8% năm 2020 và tăng 6,7% năm 2021. Singapore năm 2020 GDP giảm 5,8%. Thái Lan 9 tháng đầu năm 2020 kinh tế giảm khoảng 6,7% (quý 3 năm 2020 giảm 6,4%, mức giảm nhỏ hơn so với quý 2 năm 2020, giảm 12,1%). Indonesia quý 1 tăng 3%, quý 2 giảm 5,3%, quý 3 giảm 3,5%, dự báo cả năm giảm 2,2%.
Kinh tế Việt Nam năm 2020 tăng 2,91%, giảm 5,11 điểm % so với năm trước (năm 2019 tăng 7,02%). Nếu GDP thế giới giảm 4,4% năm 2020 theo dự báo thì giảm 7,2% điểm so với 2019 (2019 tăng 2,8%), dự báo giảm % điểm so với 2019 ở Mỹ là 6,5%, châu Âu là 9,6%, Nhật Bản là 6%, Trung Quốc là 3,8%  (dự báo tăng 2,3%, so với 6,1% năm trước), Ấn Độ 14,5%, Philippines là 14,3%, Indonesia 6,5% (theo IMF) (độ chênh lệch tăng trưởng 2 năm 2019 và 2020). Kinh tế Trung Quốc năm 2020 dự báo tăng 2,3%. Fitch Ratings tháng 12 đã nâng dự báo tăng trưởng GDP của Trung Quốc lên 8% trong năm tới, tăng từ 7,7% trong dự báo trước đó vào tháng 9. Fitch cũng dự đoán tăng trưởng toàn cầu sẽ đạt -3,7% trong năm 2020, tốt hơn một chút so với dự báo giảm 4,4% vào tháng 9 và GDP toàn cầu dự kiến sẽ tăng +5,3% trong năm tới. Theo Arab News, nhờ kiểm soát dịch bệnh tốt, Việt Nam rõ ràng đã giành được vị trí là điểm đến đầu tư hấp dẫn nhất ở Đông Nam Á. Chủ tịch Jareeporn của công ty Thái Lan WHA Group còn cho biết: Chi phí ở Việt Nam rẻ và chính phủ của họ rất nhanh chóng trong việc đầu tư, cho phép các tỉnh ban hành các quy định và ưu đãi đầu tư của riêng họ" khi chuyển hoạt động của công ty từ Trung Quốc sang Việt Nam, khi mà không thể chuyển về Thái Lan vì virus corona hoành hành. EVFTA đã mang lại cho Việt Nam một lợi thế. Jareeporn nói: “Nếu một ngành kinh doanh cần lao động giá rẻ, thì ngành đó chắc chắn sẽ đến Việt Nam".
Theo WB, ước tính rằng nền kinh tế Lào sẽ suy giảm 0,6% vào năm 2020 (giảm lần đầu tiên trong vòng hơn hai thập kỷ), do các dịch vụ du lịch, thương mại bán buôn và bán lẻ và sản xuất bị ảnh hưởng nghiêm trọng, tuy nhiên tăng trưởng GDP dự kiến sẽ phục hồi lên 4,9% vào năm 2021. Nợ công tăng lên 69% GDP vào năm 2020, nợ nước ngoài phải thanh toán 1,2 tỷ USD.
Theo các tổ chức tài chính quốc tế và khu vực kinh tế Campuchia năm 2020 giảm từ 4 đến 1,9%, do suy giảm của ngành du lịch, xuất khẩu dệt may và quần áo, ảnh hưởng Covid (theo WB thì sẽ giảm 2% năm 2020 nhưng tăng 4% năm 2021)
Kinh tế Ấn Độ bị rớt xuống vị trí thứ 6 thế giới năm 2020 sau khi vượt qua Anh vào năm 2019, và dự báo sẽ lấy lại vị trí thứ 5 vào năm 2025 và đến năm 2030 vươn lên vị trí 3 thế giới.
Myanmar kinh tế giảm 1,7% trong năm tài chính 2019-2020 kết thúc vào tháng 9/2020, và sẽ tiếp tục giảm ở mức 2% trong năm tài chính hiện nay FY 2020-2021 bắt đầu vào tháng 10/2020, theo ADB thì Myanmar sẽ tăng 6% trong năm 2021.
Kinh tế Cuba giảm 11% năm 2020 nhưng Chính phủ vẫn đặt mục tiêu tăng trưởng GDP từ 6% đến 7%, theo giá cố định, năm 2021.  Năm 2019, nền kinh tế Cuba phải hứng chịu các lệnh trừng phạt thắt chặt hơn của Mỹ do chính quyền Trump đưa ra, dẫn đến tăng trưởng GDP âm 0,5%. Cuba đã không minh bạch với các tài khoản công của mình. Nợ công ước tính khoảng 52,1% GDP Cuba (2019). Lệnh cấm đối với các chuyến du lịch đến Cuba từ Hoa Kỳ vào tháng 6 năm 2019 đã ảnh hưởng nặng nề đến lĩnh vực du lịch, vốn đã giảm 10% vào năm 2019. Mặc dù tỷ lệ thất nghiệp thấp (2,2% vào năm 2018, theo ILOSTAT), mức sống của người dân Cuba ngày nay vẫn rất thấp. Cuba vẫn phụ thuộc nhiều vào nhập khẩu lương thực và năng lượng, nước này nhập khẩu 80% lượng lương thực tiêu thụ.
Kinh tế Đức, GDP được điều chỉnh theo giá vào năm 2020 thấp hơn 5% so với năm trước. Sau giai đoạn tăng trưởng kéo dài 10 năm, nền kinh tế Đức bị suy thoái sâu vào năm 2020, tương tự như cuộc khủng hoảng kinh tế tài chính 2008-2009. Tuy nhiên, theo tính toán tạm thời, suy thoái kinh tế nói chung vào năm 2020 ít nghiêm trọng hơn năm 2009 (-5,7%). Tăng trưởng 2019 là 0,6%. Ngân sách chính phủ nói chung ghi nhận thâm hụt tài chính (vay ròng) 158,2 tỷ euro vào cuối năm 2020, theo tính toán tạm thời. Theo giá hiện tại, GDP giảm 3,5% so với năm trước, GNI giảm 3,3% so với năm trước, Tổng thu nhập ròng quốc gia (chi phí nhân tố) giảm 2,5% so với năm trước, lương thưởng của nhân viên giảm 0,5%, tài sản và thu nhập của doanh nhân giảm 7,5%, thu nhập khả dụng của hộ gia đình tăng 0,8%, đã điều chỉnh giá thì GDP giảm 5%, GDP bình quân đầu người những người có việc làm giảm 0,2%. Trung bình năm vào năm 2020, có 44,8 triệu người có việc làm ở Đức giảm 477.000, tương đương 1,1%, so với năm 2019.
Với Trung Quốc, với việc tăng chi tiêu để hỗ trợ phục hồi kinh tế, thâm hụt của chính phủ Trung Quốc dự kiến sẽ tăng lên 18,2% GDP vào năm 2020, tăng từ 12,6% của năm trước.  IMF đã hạ dự báo tăng trưởng năm 2021 của Trung Quốc xuống 7,9%, thấp hơn một chút so với 8,2% mà IMF dự đoán trước đó, mặc dù Trung Quốc đã được coi là nền kinh tế lớn duy nhất có tăng trưởng khi đối mặt với virus coronavirus. Mức tăng trưởng cả năm 1,9% cho năm 2020 mà IMF duy trì, nếu được xác nhận, sẽ là mức tồi tệ nhất kể từ năm 1976, ngay trước khi bắt đầu kỷ nguyên cải cách kinh tế.
Với Philippines, trong quý 4, Nomura Global dự kiến GDP sẽ tiếp tục giảm, sẽ ở mức âm 9,8%  và có thể giảm 9,8% trong năm nay. Các cơ quan nhà nước sẽ phải tăng chi tiêu đáng kể trong tháng 12 để thúc đẩy tổng sản phẩm quốc nội (GDP) quý IV. Theo Fitch, GDP thực tế giảm 10% so với cùng kỳ năm ngoái trong chín tháng đầu năm 2020 nhưng ước tính GDP cả năm sẽ giảm 8,5% vào năm 2020 và sẽ tăng lần lượt là 6,9% và 8,0% vào các năm 2021 và 2022.
Theo thống kê của Philippines, hết quý 3 năm 2020, GNI bình quân đầu người theo giá cố định của năm 2018 là 3.355 USD, và theo giá hiện tại là 3.625 USD  (giảm lần lượt 11,1% và 5,3% so với 2019), GDP bình quân đầu người theo giá cố định của năm 2018 là 3.068 USD, và theo giá hiện tại là 3.313 USD (giảm lần lượt 10,9% và 5% so với 2019), GNI bình quân đầu người theo sức mua tương đương là 9.866 USD (giảm 9,6% so với 2019) và GDP bình quân đầu người theo sức mua tương đương là 9.015 USD (giảm 9,4% so với 2019). Tính hết quý 3, năm 2020 GNI theo giá 2018 là 263,3 tỷ USD (giảm 10,8%), theo giá hiện hành cao hơn theo giá 2018 gần 140 tỷ Peso Philippines, GDP theo giá 2018 là 241,1 tỷ USD (giảm 10%) và theo giá hiện hành là 255,8 tỷ USD (giảm 8,6%). (Số liệu của Chính phủ 8/1/2021 mới cập nhật hết quý 3, tỷ lệ giảm so với cùng kỳ, số liệu dân số hết quý 3 năm 2020 để chia dựa trên ước tính của nhân viên DES dựa trên bản sửa đổi và điều chỉnh Tài khoản quốc gia 2018).
Philippines đã kết thúc năm đại dịch 2020 với thành tích kinh tế tồi tệ nhất kể từ khi nước này bắt đầu công bố dữ liệu tăng trưởng ngay sau Thế chiến II năm 1947. GDP của nước này đã giảm 9,5% vào năm 2020- mức giảm hàng năm đầu tiên kể từ năm 1998 - một năm sau khi cuộc khủng hoảng tài chính châu Á nổ ra. GDP quý IV giảm 8,3% so với cùng kỳ năm ngoái, vừa phải so với mức giảm 11,4% trong quý III. Trên cơ sở điều chỉnh theo mùa, nền kinh tế đã tăng 5,6% trong quý 4 so với quý 3. Cả năm tốc độ tăng trưởng như sau: Nông lâm thủy sản ở mức -0,2%, tiếp theo là Dịch vụ ở mức -9,1% và Công nghiệp -13,1%. Trong cả năm 2020, Chi tiêu cho tiêu dùng cuối cùng của Chính phủ tăng 10,4%; Chi tiêu cho tiêu dùng cuối cùng của Hộ gia đình ở -7,9%; tích lũy tài sản cố định gộp ở mức -35,8%; Xuất khẩu ở mức -16,7%; và Nhập khẩu ở mức -21,9%. Thu nhập sơ cấp ròng (NPI) từ phần còn lại của Thế giới và GNI có tốc độ tăng trưởng tương ứng là -53,2% và -12,0% trong quý 4 năm 2020, trong khi tốc độ tăng trưởng cả năm 2020 của NPI và GNI lần lượt ở mức -27,3% và -11,1%.
Với Đài Loan, dự báo GDP của Đài Loan sẽ tăng 2,71% vào năm 2020 (quý 3 tăng khoảng 3,92%, quý 4 dự báo tăng 3,91%) và 4,24% vào năm 2021. Theo Bloomberg 29/1/21, tăng trưởng kinh tế của Đài Loan lần đầu tiên sau 30 năm vượt xa mức tăng trưởng của Trung Quốc, nhờ vào việc kiểm soát sớm vi rút và hiệu suất xuất khẩu xuất sắc. GDP tăng 2,98% vào năm 2020, dữ liệu chính thức, so với mức tăng 2,3% của Trung Quốc. Tăng trưởng GDP của Đài Loan cũng tăng nhanh trong quý 4, tăng 4,94% so với một năm trước, tốc độ mở rộng nhanh nhất kể từ năm 2011. GDP của Trung Quốc có thể sẽ phục hồi lên 8,4% trong năm nay, theo một cuộc khảo sát của các nhà kinh tế, tốc độ tăng trưởng nhanh nhất kể từ năm 2011. Đài Loan được dự báo sẽ tăng trưởng 3,7%.
Với Singapore, tăng trưởng 4 quý lần lượt là -0,2%, -13,4%, -5,6%, -3,8% dẫn đến cả năm là -5,8% (năm 2019 tăng 0,7%) MTI vẫn duy trì dự báo năm 2021 nền kinh tế sẽ tăng trưởng từ 4% đến 6%, ước tính cuối năm cao hơn tính năm 2021 trở thành năm tốt nhất kể từ năm 2011, khi GDP tăng 6,3%.
Với Indonesia, GDP của Indonesia có thể giảm 2% trong quý 4. Chính phủ một lần nữa điều chỉnh giảm GDP năm 2020 trong bối cảnh sự gia tăng cuối năm của  COVID-19, dự báo tổng sản phẩm quốc nội (GDP) sẽ thu hẹp từ 1,7% đến 2,2% trong năm 2020, do thu hẹp chi tiêu hộ gia đình, vốn chiếm hơn một nửa GDP của Indonesia. Dự báo mới nhất thấp hơn dự báo được công bố vào tháng 9, khi chính phủ dự báo kinh tế sẽ thu hẹp từ 0,6% đến 1,7%. Thẹo ICAEW, tổng sản phẩm quốc nội (GDP) của Indonesia được dự báo sẽ giảm 2,2% vào năm 2020 và phục hồi lên mức tăng trưởng 6,0% vào năm 2021 bởi sự gia tăng chi tiêu của người tiêu dùng vào cơ sở hạ tầng. Ngân hàng Thế giới dự báo tăng trưởng 4,4% và Ngân hàng Phát triển Châu Á (ADB) dự báo tăng trưởng 4,5%. ICAEW cũng dự báo rằng GDP của Đông Nam Á sẽ giảm 4,1% vào năm 2020 trước khi tăng 6,2% vào năm 2021. GNI bình quân đầu người Indonesia là 4.050 đô la Mỹ vào năm 2019, vượt qua ngưỡng thu nhập trên trung bình. Trạng thái thu nhập trên trung bình dành cho các quốc gia có GNI bình quân đầu người từ 4.046 đô la đến 12.535 đô la, trong khi trung bình thấp có GNI bình quân đầu người từ $ 1.036 USD đến 4.045 USD. Các quốc gia có GNI bình quân đầu người dưới 1.036 USD được coi là thu nhập thấp và những quốc gia có GNI bình quân đầu người là trên 12.535 USD được coi là thu nhập cao. GDP năm 2020 của nền kinh tế lớn nhất Đông Nam Á giảm 2,07% so với năm trước đó. Đây là sự suy giảm rõ rệt so với năm 2019, khi Indonesia ghi nhận mức tăng trưởng 5,02%.
Bộ Tài chính Malaysia cho biết vào cuối năm 2020, GDP Malaysia có thể giảm 4,5% vào năm 2020 trước khi phục hồi để tăng từ 6,5% đến 7,5% vào năm 2021. Lệnh kiểm soát phong trào (MCO) để ngăn ngừa dịch Covid-19 dự kiến sẽ tiêu tốn của nền kinh tế 750 triệu Ringgit Malaysia (246 triệu đô la Singapore) mỗi ngày, cứ hai tuần các hạn chế có thể làm giảm 0,7% so với dự báo ban đầu là tăng trưởng 7,5% trong Tổng sản phẩm quốc nội (GDP) cho năm 2021.
Tổng sản phẩm quốc nội (GDP) của Trung Quốc đã vượt ngưỡng 100 nghìn tỷ Nhân dân tệ (15,42 nghìn tỷ đô la Mỹ) vào năm 2020, GDP tăng 2,3% so với cùng kỳ năm ngoái. Đây là một thành tựu đánh dấu một cột mốc kinh tế mới của nền kinh tế Trung Quốc sau khi GDP bình quân đầu người của nước này lần đầu tiên trong lịch sử vượt quá 10.000 đô la Mỹ vào năm 2019. GDP Trung Quốc chiếm khoảng 17% nền kinh tế toàn cầu. Năm 2020, thu nhập khả dụng bình quân đầu người của Trung Quốc tăng 2,1% lên 32.189 Nhân dân tệ, về cơ bản bắt kịp với mức tăng GDP. Có tổng cộng 11,86 triệu việc làm mới ở đô thị được tạo ra vào năm 2020, hoàn thành 131,8% mục tiêu đề ra cho cả năm. Đầu tháng 1/2021, Nhóm Ngân hàng Thế giới cho biết họ dự kiến nền kinh tế Trung Quốc sẽ tăng trưởng 7,9% trong năm 2021, trong khi nền kinh tế toàn cầu trên đà tăng trưởng 4%. GDP Trung Quốc tăng 6,5% trong quý 4 năm 2020 - một tốc độ phục hồi mạnh mẽ nhờ thành công trong việc kiểm soát virus corona. Theo Nikkei Asia, quy mô nền kinh tế Trung Quốc sẽ vượt Mỹ năm 2028 nếu tác động của Covid-19 kéo dài, sớm hơn các dự báo trước đây. Mức tăng trưởng của Trung Quốc năm 2020 (cả năm đạt 2,3% so với cùng kỳ năm ngoái, không bao gồm biến động giá cả) là mức tăng trưởng thấp nhất trong 44 năm kể từ khi Cách mạng Văn hóa tàn phá nền kinh tế năm 1976 (tuy nhiên tốc độ tăng trưởng đã trở lại mức trước coronavirus trong quý IV năm 2020), GDP thực tế vào năm 2020 đã tăng lên gấp 1,94 lần quy mô nền kinh tế năm 2010 nhưng không đạt được mục tiêu tăng gấp đôi quy mô của Đảng Cộng sản Trung Quốc. Nước này đạt thặng dư thương mại cao kỷ lục, nhờ tăng trưởng xuất khẩu 3,6%. Tỷ lệ thất nghiệp trung bình ở khu vực thành thị vẫn ổn định ở mức 5,6%, thấp hơn dự kiến và phản ánh sự phục hồi về mức trước COVID-19. Trung Quốc hiện chiếm 1/4 tầng lớp trung lưu toàn cầu, được định nghĩa là dân số chi tiêu từ 11 đến 110 đô la Mỹ mỗi người mỗi ngày trong điều kiện sức mua tương đương năm 2011, một cột mốc mà “sẽ không đạt được trong hai năm nữa nếu COVID-19 không xảy ra. Theo IMF, GDP của Trung Quốc bằng 71,4% mức của Hoa Kỳ vào năm 2020, tăng 4,2% so với năm trước. Theo WB, sản lượng toàn cầu đã giảm 4,2% vào năm ngoái, đẩy thị phần của Trung Quốc lên 14,5% theo giá đô la Mỹ năm 2010 - sớm hơn hai năm so với dự kiến.  Các nhà kinh tế kỳ vọng GDP của Trung Quốc sẽ tăng 8,2% trong năm 2021, tiếp tục vượt xa các nước đồng cấp toàn cầu bao gồm cả Mỹ. Một năm sau khi COVID-19 bắt đầu, nền kinh tế Trung Quốc đang đánh bại cả thế giới. Sự phục hồi hình chữ V dựa trên việc kiểm soát thành công các trường hợp COVID-19 và kích thích tài chính và tiền tệ đã thúc đẩy đầu tư vào bất động sản và cơ sở hạ tầng. Tăng trưởng tiếp tục được thúc đẩy bởi nhu cầu của người tiêu dùng ở nước ngoài đối với thiết bị y tế và thiết bị làm việc tại nhà, với xuất khẩu tăng 3,6% vào năm 2020 so với năm trước. Trung Quốc sẽ vượt qua Mỹ vào năm 2028, sớm hơn hai năm so với dự đoán trước đây, theo Nomura Holdings Inc. Năm 2020 là mức tăng trưởng yếu nhất của Trung Quốc trong nhiều thập kỷ và dưới 3,9% của năm 1990 sau cuộc đàn áp phong trào ủng hộ dân chủ ở Quảng trường Thiên An Môn, dẫn đến sự cô lập quốc tế với Trung Quốc. Xuất khẩu tăng 3,6% trong năm ngoái bất chấp cuộc chiến thuế quan với Washington. Chi tiêu bán lẻ giảm 3,9% so với năm 2019 nhưng đã tăng 4,6% vào tháng 12 năm ngoái khi nhu cầu hồi sinh. Doanh số bán hàng tiêu dùng trực tuyến tăng 14,8%. Sản lượng của các nhà máy tăng 2,8% so với năm 2019.
Trung Quốc GDP năm 2019 là 14.342,90 tỷ USD, tăng 3,22% so với năm 2018, GDP bình quân đầu người năm 2019 là 10.262 USD, tăng 2,86% so với năm 2018, GNP Trung Quốc năm 2019 là 14.554,34 tỷ đô la, tăng 8,66% so với năm 2018, GNI bình quân trên đầu người của Trung Quốc năm 2019 là 10.410 USD, tăng 8,21% so với năm 2018. Trung Quốc là nền kinh tế lớn thứ hai thế giới sau Hoa Kỳ (GDP năm 2019 là 20.891,37 tỷ USD, GNP năm 2019 là 21.584,41 tỷ USD). Theo báo cáo của chính phủ Trung Quốc, GDP năm 2019 là 990865 tỷ nhân dân tệ, tăng 6,1% so với năm trước, GDP bình quân đầu người là 70.892 nhân dân tệ, tăng 5,7% so với năm trước. Tổng thu nhập quốc dân (GNP) ước 988458 nghìn tỷ nhân dân tệ, tăng 6,2% so với năm trước. Năng suất lao động chung là 115009 nhân dân tệ / người, tăng 6,2% so với năm trước. Với các nước XHCN như Trung Quốc hay Việt Nam trước Đổi mới GNP và GDP bằng nhau, nhưng năm 1995 GNP của Trung Quốc bằng 98,38% GDP, đến 2010 là 100,43%, của Việt Nam GNP năm 1995 bằng 98,9% GDP, năm 2010 bằng 95,84%. Số liệu GDP là theo giá hiện hành, tỷ lệ tăng 3,22% của Trung Quốc là theo giá hiện hành, còn theo giá so sánh là 6,11%.
Năm 2019, thu nhập khả dụng bình quân đầu người của người dân Trung Quốc là 30.733 nhân dân tệ, tăng 8,9% so với năm trước, sau khi loại trừ các yếu tố giá, mức tăng thực tế là 5,8%. Trong đó, thu nhập khả dụng bình quân đầu người của cư dân thành thị là 42.359 nhân dân tệ, tăng 7,9% (mức tăng trưởng danh nghĩa). Sau khi trừ các yếu tố giá, mức tăng thực tế là 5,0%; thu nhập khả dụng bình quân đầu người của cư dân nông thôn là 16.021 nhân dân tệ, tăng 9,6%. Nếu loại trừ yếu tố giá, mức tăng thực tế là 6,2%. Năm 2019, thu nhập khả dụng bình quân đầu người số trung vị là 26.523 nhân dân tệ, tăng 9,0% và bằng 86,3% so với số bình quân. Trong đó, thu nhập khả dụng bình quân đầu người số trung vị của người dân thành thị là 39.244 nhân dân tệ, tăng 7,8%, bằng 92,6% so với số bình quân; thu nhập khả dụng bình quân đầu người số trung vị của cư dân nông thôn là 14.389 nhân dân tệ, tăng 10,1%, bằng 89,8% số bình quân. Năm 2019, chi tiêu tiêu dùng bình quân đầu người của người dân cả nước là 21.559 nhân dân tệ, tăng danh nghĩa 8,6% so với năm trước và tăng thực tế 5,5% sau khi trừ các yếu tố giá cả. Trong đó, chi tiêu tiêu dùng bình quân đầu người của cư dân thành thị là 28.063 nhân dân tệ, tăng 7,5% và mức tăng thực tế là 4,6% sau khi trừ các yếu tố giá; chi tiêu tiêu dùng bình quân đầu người của cư dân nông thôn là 13.328 nhân dân tệ, tăng 9,9% và mức tăng thực tế là 6,5% sau khi trừ các yếu tố giá.
Năm 2020, thu nhập khả dụng bình quân đầu người của người dân Trung Quốc là 32.189 nhân dân tệ, tăng 4,7% so với năm trước. Sau khi loại trừ yếu tố giá, thu nhập khả dụng bình quân đầu người tăng 2,1% tính theo thực tế, cơ bản theo kịp tốc độ tăng trưởng kinh tế. Thu nhập bình quân đầu người năm 2020 tăng gấp đôi so với năm 2010. Sau khi loại trừ các yếu tố giá, từ năm 2011 đến năm 2020, thu nhập khả dụng bình quân đầu người hàng năm tăng 7,2% theo giá trị thực và mức tăng thực tế lũy kế trong 10 năm qua là 100,8%. Khoảng cách thu nhập tương đối giữa cư dân thành thị và nông thôn ngày càng thu hẹp. Thu nhập của cư dân nông thôn tiếp tục tăng nhanh hơn thu nhập của cư dân thành thị. Năm 2020, thu nhập khả dụng bình quân đầu người của cư dân nông thôn là 17.131 nhân dân tệ, tăng danh nghĩa là 6,9% và tăng thực tế là 3,8%; thu nhập khả dụng bình quân đầu người của cư dân thành thị là 43.834 nhân dân tệ, tăng danh nghĩa là 3,5% và tăng thực tế là 1,2%. Tốc độ tăng thu nhập khả dụng bình quân đầu người thực tế và danh nghĩa của người dân nông thôn nhanh hơn lần lượt là 3,4% và 2,6% so với người dân thành thị. Tỷ lệ chênh thu nhập của cư dân thành thị và nông thôn giảm từ 2,64 lần năm 2019 xuống 2,56 lần năm 2020, và chênh lệch thu nhập tương đối giữa cư dân thành thị và nông thôn tiếp tục thu hẹp. Năm 2020, chi tiêu tiêu dùng bình quân đầu người của người dân cả nước là 21.210 nhân dân tệ, giảm 1,6% so với năm trước; sau khi trừ các yếu tố giá, mức giảm thực tế là 4,0%. Mức giảm danh nghĩa trong chi tiêu tiêu dùng bình quân đầu người trong cả năm thu hẹp 1,9 điểm %so với ba quý trước, 4,3 điểm phần trăm % so với nửa đầu năm và 6,6 điểm % so với quý đầu tiên. Về khu vực thành thị và nông thôn, chi tiêu tiêu dùng bình quân đầu người của cư dân nông thôn là 13.713 nhân dân tệ, tăng danh nghĩa là 2,9% và thực tế giảm 0,1%; chi tiêu tiêu dùng bình quân đầu người của cư dân thành thị là 27.007 nhân dân tệ, giảm danh nghĩa 3,8% và giảm thực tế là 6,0%. Tốc độ tăng tiêu dùng của cư dân nông thôn nhanh hơn của cư dân thành thị và tốc độ tăng trưởng danh nghĩa và thực tế nhanh hơn của cư dân thành thị lần lượt là 6,7 và 5,9 điểm %.
Nhìn chung chênh lệch mức sống dân thành thị và dân nông thôn Trung Quốc theo các báo cáo chính thức vẫn còn lớn, dù có xu hướng thu hẹp lại. Các địa phương cấp tỉnh, huyện, thành phố có thống kê các số liệu kinh tế cả GDP theo danh nghĩa và PPP, GDP bình quân đầu người theo nội tệ, PPP, từ năm 2004 sử dụng số liệu dân số thường trú để tính thay cho dân số đăng ký như trước đây, lý do là do sự phát triển của nền kinh tế thị trường và sự gia tăng dịch chuyển dân cư (nhưng cho phép một giai đoạn chuyển tiếp kéo dài hai năm, tức áp cả hai cách tính). Số liệu tổng GDP các tỉnh thành so với GDP toàn quốc thường có độ vênh nhất định, tức có sai số. Năm 2020, số xe ô tô trên 100 hộ cả nước Trung Quốc là 37,1, tăng 5,2% so với năm trước; số xe gắn máy trên 100 hộ là 66,7, tăng 4,3%; số điện thoại trên 100 hộ là 253,8, tăng 0,2 %; Số máy điều hòa không khí / 100 hộ là 117,7, tăng 1,8%; số máy hút mùi trên 100 hộ là 60,9, tăng 2,6%; số máy nước nóng trên 100 hộ là 90,4, tăng 4,0%.
GDP năm 2020 của tỉnh Quảng Đông vượt qua cả Hàn Quốc, đạt được mức phát triển GDP năm 2020 là 2,3% so với cùng kỳ năm ngoái, GDP của Quảng Đông lớn nhất trong số các tỉnh của Trung Quốc, vượt mốc 11 nghìn tỷ nhân dân tệ (1,7 nghìn tỷ USD). Các thành phố lớn khác của Trung Quốc như Thượng Hải và Bắc Kinh cũng đạt GDP vượt 3.000 tỷ tệ, thành phố Trùng Khánh có GDP vượt 2.000 tỷ tệ, thành phố Thiên Tân đạt hơn 1.000 tỷ tệ. Trong số 26 tỉnh thành Trung Quốc đã báo cáo kinh tế (tính đến 24/1/21), có tới 16 tỉnh thành có mức tăng trưởng bằng hoặc hơn bình quân cả nước. Chỉ có tỉnh Hồ Bắc (có Vũ Hán, nơi đầu tiên bùng phát dịch COVID-19), có mức tăng trưởng âm. Quy mô kinh tế Hồ Bắc trong năm 2020 sụt giảm 34% so với năm 2019.
Các nước Đông Nam Á đến nửa đầu tháng 1 năm 2021 mới có Việt Nam và Singapore công bố số liệu tăng trưởng GDP năm 2020.
GDP và GNP các nước Đông Nam Á năm 2019:
- Indonesia GDP 1.119,19 tỷ USD, GNP 1.097,22 tỷ USD
- Thái Lan GDP 543,65 tỷ USD, GNP 505,19 tỷ USD
- Philippines GDP 376,80 tỷ USD, GNP 415,75 tỷ USD
- Singapore GDP 372,06 tỷ USD, GNP 339,86 tỷ USD
- Malaysia GDP 364,70 tỷ USD, GNP 357,98 tỷ USD
- Việt Nam GDP 261,92 tỷ USD, GNP 244,94 tỷ USD
- Myanmar GDP 76,09 tỷ USD, GNP 75,19 tỷ USD
- Cambodia GDP 27,09 tỷ USD, GNP 24,45 tỷ USD
- Lào GDP 18,17 tỷ USD, GNP 18,44 tỷ USD
- Brunei GDP 13,47 tỷ USD, GNP 13,97 tỷ USD
- Timor-Leste GDP 1,67 tỷ USD, GNP 2,44 tỷ USD

Việt Nam tốc độ tăng GDP năm 2019 là 7,02%, giảm 0,06% so với năm 2018, GDP bình quân đầu người 2.715 USD năm 2019, tăng 5,79% so với năm 2018, GNP năm 2019 tăng 8,44% so với năm 2018, GNP bình quân đầu người năm 2019 đạt 2.540 USD, tăng 7,63% so với năm 2018 (số liệu GDP là theo giá hiện hành, tốc độ tăng kinh tế theo giá hiện hành là 6,81%, theo giá so sánh là 7,02%). So với Lào, GNI bình quân đầu người của Lào 2.570 USD năm 2019 cao hơn Việt Nam, Việt Nam cao hơn Lào GDP bình quân đầu người, của Lào là 2.535 USD năm 2019.
Theo South China Morning Post, kiều hối Việt Nam là khoảng 17 tỷ đô la Mỹ vào năm 2019, nhưng dự kiến sẽ giảm 7,6% vào năm 2020. Theo nhà nước Việt Nam, người Việt gửi về nước gần 16 tỷ USD kiều hối trong năm 2020.
Năm 2020, thu nhập bình quân tháng của người lao động Việt Nam đạt 5,5 triệu đồng, giảm 128 nghìn đồng so với năm trước. Thu nhập bình quân của lao động thành thị cao hơn của lao động nông thôn 1,5 lần (tương ứng là 7,0 triệu đồng và 4,7 triệu đồng). Năm 2020, thu nhập bình quân tháng của lao động làm công hưởng lương  ăn lương trong khu vực nhà nước đạt 6,6 triệu đồng, giảm gần 100 nghìn đồng so với năm trước. Thu nhập bình quân của lao động thành thị cao hơn lao động nông thôn 1,2 lần (tương ứng là 7,4 triệu đồng và 6,0 triệu đồng). Tính chung năm 2020, số lao động trong độ tuổi thiếu việc làm là gần 1,2 triệu người, tăng 456,7 nghìn người so với năm 2019. Tỷ lệ thiếu việc làm của lao động trong độ tuổi là 2,51%. Tổng cục Thống kê đánh giá, dù tăng cao hơn năm trước nhưng tỷ lệ thất nghiệp trong độ tuổi khu vực thành thị năm 2020 đã không vượt quá 4,0%, đạt muc tiêu như Quốc hội đề ra. Theo Tổng Liên đoàn Lao động Việt Nam, thu nhập của người lao động bình quân 6,7 triệu đồng một người năm 2020, giảm 8,6% so với năm trước. Có khoảng 31 triệu người bị ảnh hưởng bởi đại dịch COVID-19 và 70% người lao động bị giảm thu nhập. Trong đó khu vực dịch vụ chịu ảnh hưởng nặng nề nhất (gần 70% lao động bị ảnh hưởng), tiếp đến là khu vực công nghiệp và xây dựng (66%), khu vực nông, lâm nghiệp và thủy sản là 27%. Mức thưởng Tết năm 2021 sẽ khó khăn hơn nhiều so với các năm trước đây.
Theo Nikkei Asia, Việt Nam vươn lên vị trí thứ 6 từ vị trí thứ 7 ở Đông Nam Á theo thu nhập bình quân đầu người. Theo dự báo vào tháng 10 của Quỹ Tiền tệ Quốc tế, GDP bình quân đầu người của Việt Nam đã vượt qua mức của Philippines. Và GDP của Việt Nam đã vượt qua Singapore và Malaysia, lần đầu tiên trở thành nền kinh tế lớn thứ tư ở Đông Nam Á. Cùng theo bài báo Việt Nam là một trong những nước có tốc độ tăng trưởng GDP nhanh nhất thế giới, ở mức 2,9%, trong khi đặt mục tiêu 6,5%  vào năm 2021. Dịch bệnh đã đem lại một số lợi thế cho Việt Nam trong xuất khẩu hàng hóa, như người tiêu dùng Mỹ và châu Âu buộc phải ở nhà nhiều thì họ có nhu cầu lớn cà phê rẻ tiền (cà phê hòa tan) hay dành thời gian nhiều hơn cho sửa sang nhà cửa, nên có nhu cầu mua nhiều đồ gỗ và nội thất, là những mặt hàng Việt Nam có lợi thế. Tuy nhiên tỷ trọng giá trị xuất khẩu đến từ các công ty trong nước vẫn thấp. Số liệu GDP/ người của Việt Nam có vượt Philippines thì GNI/ người cũng chưa thể vượt qua Philippines (GNI của Việt Nam ước 2019 bằng 94,20% của GDP). Chênh lệch giữa các địa phương ở Việt Nam còn lớn, như thu nhập bình quân đầu người tỉnh giàu nhất với tỉnh nghèo nhất chênh tới 4,7 lần, giữa thành thị và nông thôn là 1,77 lần (ước 2019). Vẫn còn 16,5 nghìn hộ và 66,5 nghìn nhân khẩu thiếu đói. Theo HSBC, Việt Nam là nước ASEAN duy nhất tăng trưởng dương năm 2020. Đại hội XIII Đảng Cộng sản đặt mục tiêu đến năm 2025, tốc độ tăng trưởng mỗi năm nhiệm kỳ mới 6,5-7%, GDP bình quân đầu người đạt khoảng 4.700-5.000 USD năm 2025, Thu nhập bình quân đầu người vượt 8.000 USD năm 2030 và 12.000 USD năm 2045. Viện nghiên cứu kinh tế và chính sách (VEPR) đưa ra hai kịch bản tăng trưởng kinh tế cho Việt Nam năm 2021 là tăng 5,6-5,8% nếu dịch bệnh khống chế tốt toàn cầu và ngược lại tăng 1,8-2% nếu dịch bệnh toàn cầu chưa được khống chế.
Với Triều Tiên không có bất kỳ một số liệu cụ thể nào trong các báo cáo công khai, kể cả tổng sản phẩm quốc dân, tỷ lệ tăng trưởng, số liệu cụ thể thu chi ngân sách...Theo KCNA ngày 19/1/2021 Thủ tướng Kim Tok Hun đã kêu gọi Thực hiện kế hoạch 5 năm Phát triển Kinh tế Quốc gia được đưa ra tại Đại hội lần thứ tám của Đảng Lao động Triều Tiên tại Kỳ họp thứ tư của Hội nghị Nhân dân Tối cao. Báo cáo phổ biến của mô hình kinh tế tập trung bao cấp, không đưa các số liệu cụ thể, nhấn mạnh các ngành và đề cập tăng sản lượng, và phân phối, cho biết tập trung đầu tư cho ngành luyện kim và hóa chất. Báo cáo cho biết "Những thành công quý giá này là thành quả quan trọng dưới sự dẫn dắt của Lãnh tụ tối cao Kim Jong Un, người đã có lòng yêu nước, thực hiện các cuộc hành quân không ngừng nghỉ vì đất nước và nhân dân vĩ đại". Báo cáo nhấn mạnh, tất cả các cán bộ làm công tác chỉ đạo kinh tế sẽ ghi nhớ sâu sắc trong tâm trí mình những trọng trách nặng nề mà mình đã đảm nhận trước Đảng, trước Cách mạng, với Tổ quốc và Nhân dân, thành kính làm tròn nhiệm vụ cách mạng trong đấu tranh thực hiện quyết sách được thông qua tại Đại hội lần thứ tám của WPK. Trước đó kết luận Đại hội Đảng, Kim Jong Un đã cam kết: Tôi long trọng cam kết rằng tôi sẽ nỗ lực hết sức để thực hiện các đường lối chiến đấu được đại hội Đảng đưa ra và, coi những nhân dân vĩ đại của chúng ta là Thượng đế của cuộc đời tôi, sẽ mạo hiểm tính mạng của mình như một người đầy tớ trung thành của nhân dân trên con đường tận tụy phục vụ họ. Nghị quyết của đại hội Đảng không phổ biến rộng rãi nhưng khẩu hiệu của đảng là thực hiện lý tưởng "Nhân dân là Thượng đế", đoàn kết một lòng và tự lực cánh sinh. Theo 
Bloomberg ngày 30/12/20, sau khi đóng cửa biên giới để chống Covid-19, GDP của Triều Tiên có thể sẽ giảm 8,5% vào năm 2020, theo dự báo của Fitch Solutions. Đó sẽ là sự thu hẹp kinh tế lớn nhất kể từ năm 1990 và sẽ khiến nền kinh tế mất đi khoảng 9% so với khi ông Kim nắm quyền với cam kết cải thiện mức sống của người dân.
Tại Lào kinh tế có thể giảm 0,6% năm 2020  nhưng đại hội Đảng đề ra chỉ tiêu dự kiến đạt mức bình quân tăng trưởng 4%/năm trong giai đoạn 5 năm tới, với tổng giá trị GDP khoảng 1.057.689 tỷ Kip và mức thu nhập bình quân đầu người đạt 2.887 USD vào năm 2025.
Năm 2020, tổng giá trị quốc nội (GDP) của Thái Lan giảm 6,1% so với năm 2019. Đây là năm thứ 3 nền kinh tế lớn thứ hai tại Đông Nam Á suy giảm trong hơn 2 thập kỷ qua. Hai lần trước là vào năm 2009 và 1998 khi nền kinh tế Thái Lan lần lượt giảm 0,7% và 7,6% do khủng hoảng tài chính toàn cầu và khủng hoảng tài chính châu Á. Trong quý 4/2020, GDP của Thái Lan giảm 4,2% so với cùng kỳ năm trước. Tính theo quý, kinh tế nước này tăng trưởng 1,3% trong quý 4 so với trước, sau khi tăng trưởng 6,5% vào quý trước.
Với nền kinh tế Nhật Bản,  Chính phủ nước này  đã công bố triển vọng kinh tế cho năm tài chính 2021. Họ đưa mức tăng trưởng lạc quan 4,0% cho năm tài chính tiếp theo. Tỷ lệ này cao hơn dự báo trung bình 3,5% của các tổ chức tư nhân. Theo dự báo lạc quan của IMF, tăng trưởng toàn cầu dự kiến sẽ trở lại từ âm sang tích cực (-4,4 năm 2020 đến + 5,2% năm 2021), và Nhật Bản dự kiến sẽ tăng trưởng tích cực (-5,3 năm 2020 đến + 2,3% năm 2021), mặc dù tốc độ phục hồi chậm hơn. Theo một dự báo thận trọng của Trung tâm Nghiên cứu Kinh tế Nhật Bản, sẽ mất bốn năm để nền kinh tế trở lại trạng thái trước COVID-19. Chánh văn phòng Nội các 17/1/2021 vẫn khẳng định Nhật sẽ tổ chức Thế vận hội Mùa hè 2020 , mặc dù các cuộc thăm dò gần đây trên các phương tiện truyền thông ở Nhật Bản cho thấy gần 80% tin rằng Thế vận hội, đã bị hoãn một năm vì đại dịch, nên bị hoãn lại hoặc hủy bỏ hoàn toàn. Theo Reuters ngày 27 tháng 1 năm 2021, Chủ tịch IOC Thomas Bach cho biết Ủy ban Olympic Quốc tế cam kết tổ chức thành công Thế vận hội Mùa hè Tokyo năm nay, bất chấp đại dịch COVID-19. Đầu 2021 khi dịch Covid-19 gia tăng nhanh, Thủ tướng Nhật Bản Yoshihide Suga đã chính thức ban bố tình trạng khẩn cấp thứ hai cho Tokyo, và 3 tỉnh khác vào ngày 7 tháng 1. Vào ngày 13 tháng 1, ông đã mở rộng tình trạng khẩn cấp bao gồm cả bảy tỉnh khác. Vào năm 2020, cựu Thủ tướng Shinzo Abe đã ban bố tình trạng khẩn cấp trên toàn quốc vào tháng 4 nhưng mãi đến tháng 6 mới được dỡ bỏ. Tình trạng khẩn cấp lần hai dự kiến sẽ được dỡ bỏ vào ngày 7 tháng 2 nhưng nó có thể được gia hạn. Nền kinh tế lớn thứ ba thế giới hàng năm có báo cáo GDP theo giá hiện hành, theo giá so sánh (với năm 2011) của năm tài chính và năm dương lịch, Thu nhập quốc dân (theo yếu tố chi phí), Thu nhập quốc dân (theo giá thị trường), Thu nhập quốc gia khả dụng (ví dụ năm 2018 GDP theo cách tiếp cận chi tiêu theo giá hiện hành là 547.125,5 tỷ yên (năm dương lịch), GDP theo cách tiếp cận chi tiêu theo giá năm dương lịch 2011 là 532.613,5 tỷ yên, Thu nhập quốc dân (theo yếu tố chi phí) là 404.262 tỷ yên, Thu nhập quốc dân (theo giá thị trường) là 447.103 tỷ yên, Thu nhập quốc gia khả dụng là 445.510 tỷ yên. Thu nhập năm 2016 là 408.389,105 tỷ yên, và thu nhập bình quân đầu người là 3.217 nghìn yên (Tokyo 5.348 nghìn yên, tỉnh thấp nhất 2.273 nghìn yên, chênh lệch này là thấp) (GDP theo hai cách tính lần lượt là hơn 549 nghỉn tỷ và hơn 533 nghìn tỷ yên).
Với Hàn Quốc, GDP năm 2020 (theo giá cố định 2015) quý 1 ước tăng 1,4%, quý 2 ước giảm 2,7%, quý 3 giảm 1,1% so với cùng kỳ năm trước. Cuối năm, bất chấp sự phục hồi của ngành sản xuất, nền kinh tế Hàn Quốc vẫn bị tổn hại bởi ngành dịch vụ do sự hồi sinh nhanh chóng của Covid-19. Nền kinh tế Hàn Quốc được dự báo sẽ tăng trưởng -1,1% vào năm 2020 và 3,1% vào năm 2021. Hàng năm Hàn Quốc có thống kê cả GDP theo giá hiện hành và theo giá cố định, tốc độ tăng trưởng kinh tế (theo giá cố định), đối với các địa phương có thống kê Tổng sản phẩm nội địa khu vực (theo giá hiện tại), Tổng thu nhập khu vực (theo giá hiện tại), Tiêu dùng cá nhân, Thu nhập cá nhân (ví dụ năm 2018 Seoul GRDP là 422,4 nghìn tỷ won, Tổng thu nhập 465,2 nghìn tỷ won, GRDP bình quân đầu người là 43.525 nghìn won (bằng 118,2% cả nước), Tổng thu nhập khu vực bình quân đầu người 47.934 nghìn won (bằng 129,9% cả nước), tăng trưởng theo giá cố định 2,6%, và theo giá hiện hành 3,9%, Tiêu dùng cá nhân bình quân đầu người 21.214 nghìn won, Thu nhập cá nhân bình quân đầu người 23.259 nghìn won. Dân số là ước tính. Cả nước, GDP là 1.900 nghìn tỷ won, Tổng thu nhập là 1.905 nghìn tỷ won).
Nền kinh tế Tây Ban Nha có thể thu hẹp 11,0% vào năm 2020 và tăng 5,5% vào năm 2021 và 7,0% vào năm 2022. Tăng trưởng GDP vượt quá kỳ vọng trong quý 3 năm 20, nhưng sự suy giảm trong quý 4 sẽ rất dữ dội. Trong tương lai, một sự tăng tốc đáng kể dự kiến sẽ diễn ra trong nửa cuối năm 2021. GDP thế giới sẽ tăng khoảng 5,3% vào năm 2021 và 4,1% vào năm 2022, sau khi giảm khoảng 2,6% vào năm 2020. Tại Tây Ban Nha, ước tính tăng trưởng GDP cho năm 2020 được điều chỉnh tăng từ -11,5% lên -11,0%, nhưng dự báo tăng trưởng cho năm 2021 giảm 0,5% xuống 5,5%.
GDP của Vương quốc Anh giảm 2,6% trong tháng 11 so với tháng 10 năm 2020 (giảm 8,5% so với mức trước đại dịch). Theo Deloitte, GDP của Anh sẽ giảm 2,5% quý 4 năm 2020, cả năm tăng trưởng -11,3% (trong khi Mỹ chỉ giảm 3,6%), tiếp tục giảm 3,5% trong quý 1 năm 2021 nhưng cả năm tăng 2%. Dự báo tăng trưởng kinh tế của Văn phòng Hỗ trợ ngân sách (OBR) là -11,8% vào năm 2020 và 5,2% vào năm 2021. Văn phòng Thống kê Quốc gia Anh (ONS) cho hay, ngày 13 tháng 1 năm 2021 Tổng sản phẩm quốc nội (GDP) của Anh giảm 9,9% trong năm 2020, mức suy thoái kinh tế tồi tệ nhất kể từ khi cơ quan này bắt đầu thống kê số liệu GDP những năm 1940. Đà phục hồi kinh tế chậm lại rõ rệt trong quý IV/2020, khi nước này tiếp tục thực hiện các biện pháp phong tỏa phòng dịch COVID-19. Trong quý cuối cùng năm 2020, nền kinh tế Anh tăng trưởng 1%, vẫn gấp đôi so với dự báo, song kém xa mức tăng trưởng 16,1% trong quý trước đó.
Pháp quý 3 tăng 18,7% so với quý trước. Trong quý 3 năm 2020, GDP tính theo khối lượng tăng trở lại: + 18,7% (sửa đổi +0,4 điểm so với lần công bố đầu tiên) sau khi - 13,8% trong quý 2 năm 2020. Tuy nhiên, GDP vẫn thấp hơn nhiều so với mức trước khi xảy ra khủng hoảng sức khỏe: về khối lượng, so với mức trong Quý 3 năm 2019 (thay đổi theo năm), GDP của Quý 3 năm 2020 giảm đi 3,9% (ước tính trước đó là 4,3%).. Tổng sản phẩm quốc nội (GDP) của quốc gia này trong năm 2020 giảm 8,3%. Ngày 9-2, Thống đốc Ngân hàng Trung ương Pháp Francois Villeroy de Galhau cho biết, nền kinh tế quốc gia này vẫn đang trên đà tăng trưởng 5% trong năm 2021 bất chấp những tác động của đại dịch toàn cầu Covid-19.
Theo số liệu OECD, năm 2020, kinh tế Đức giảm khoảng 5%, Hà Lan giảm khoảng 3,8%, Na Uy giảm 0,8%, Tây Ban Nha giảm khoảng 11%, Thụy Điển giảm 2,8%, Anh giảm 9,9%,... Ireland bất ngờ tăng trưởng dương. Cơ quan thống kê của nước này đã báo cáo đầu tháng 3 năm 2021, GDP tăng 3,4% vào năm 2020, tốc độ tăng nhanh hơn mức tăng 2,3% mà Trung Quốc ghi nhận. Năm 2019 nước này tăng 5,6%. Trước đó, theo dự báo 22 tháng 1, Tổng sản phẩm quốc nội của Ireland có thể đã tăng 2,5% vào năm trước bất chấp một loạt các cuộc đóng cửa quốc gia do COVID-19. Tăng trưởng GDP tổng thể của Ireland dự kiến đạt 3,4% vào năm 2021 và đạt 3,5% vào năm 2022 nhờ tiêu dùng tư nhân mạnh mẽ, xuất khẩu và sự phục hồi đầu tư.
Với nước Mỹ, theo Wall Street Journal, Bộ Thương mại sẽ công bố ước tính tăng trưởng quý 4 và năm 2020 vào ngày 28 tháng 1, dự báo nền kinh tế Mỹ sẽ tăng trưởng 4,3% trong năm 2021 khi đất nước thoát khỏi sự kìm kẹp của đại dịch coronavirus. Goldman Sachs nâng dự báo tăng GDP của Mỹ lên 6,6% vào năm 2021 nhờ gói kích thích 1,9 nghìn tỷ USD của Joe Biden. Ngân hàng này cho biết, gói giải cứu kinh tế của Biden với những tấm séc trị giá 1.400 đô la cùng với mức hỗ trợ 600 đô la Mỹ vào tháng 12 phát cho mỗi người, sẽ khiến thu nhập khả dụng tăng vọt trong quý đầu tiên của năm 2021. "Hiện chúng tôi dự báo thu nhập khả dụng danh nghĩa sẽ tăng vào năm 2021 thêm 4,5%", tăng so với ước tính trước đó là 3,8%. GDP năm 2020 ước sẽ giảm 3,5%.
Theo CNN 28/1/21, Bộ Thương mại Mỹ công bố GDP năm 2020 giảm 3,5% so với năm trước, quý 4 tăng 4%. Đó là mức giảm tồi tệ nhất kể từ năm 1946.
Đây là lần đầu tiên GDP của Mỹ giảm kể từ năm 2009, khi nó giảm 2,5% trong cuộc khủng hoảng tài chính. GDP của Mỹ ở mức 20,9 nghìn tỷ USD vào cuối năm 2020, so với 21,4 nghìn tỷ USD của năm trước. Hàng triệu người vẫn thất nghiệp do hậu quả của đại dịch, đã tàn phá các ngành công nghiệp dựa trên giao tiếp xã hội, chẳng hạn như khách sạn. Thu nhập khả dụng giảm 9,5% trong quý 4 năm ngoái (so sánh theo năm), trong khi tỷ lệ tiết kiệm cá nhân vẫn tăng ở mức 13,4%. Paul Ashworth, nhà kinh tế trưởng của Capital Economics dự đoán lạc quan tăng trưởng GDP sẽ cao tới 6,5% trong năm 2021.
Với Nga, Ngân hàng Thế giới cho biết trong một báo cáo thường kỳ, tổng sản phẩm quốc nội của Nga sẽ giảm 4% vào năm 2020 sau khi lợi nhuận của các doanh nghiệp vừa và lớn giảm khoảng 40% so với cùng kỳ năm ngoái trong chín tháng đầu năm. Theo báo cáo, vào năm 2021, GDP của Nga sẽ tăng 2,6%. “Niềm tin của người tiêu dùng và doanh nghiệp dự kiến sẽ được cải thiện nếu một loại vắc-xin được coi là an toàn và hiệu quả được tung ra.”. Theo The Moscow Times: Điều trớ trêu là năm 2020 có thể là năm đầu tiên Nga thực sự lọt vào top 5 - ít nhất là khi được tính trên cơ sở sức mua tương đương (PPP), có tính đến sự khác biệt về mức sống. Đó là bởi vì theo các tiêu chuẩn kinh tế vĩ mô, nền kinh tế 1,5 nghìn tỷ đô la Mỹ của Nga đã vượt qua năm đầu tiên của cuộc khủng hoảng coronavirus tốt hơn hầu hết các nền kinh tế lớn khác trên thế giới. “Các quốc gia khác đang làm tồi tệ hơn nhiều,” nhà kinh tế Nga Sergei Guriev, giáo sư tại Sciences Po ở Paris cho biết vào cuối năm 2020. "Các nền kinh tế tiên tiến trung bình sẽ mất 6% GDP của họ - nhiều nền kinh tế châu Âu sẽ mất 10%." Ngược lại, Nga có thể chỉ giảm hơn 4%. Báo này cũng lấy dữ liệu của OECD dự báo tăng trưởng các nền kinh tế lớn, theo đó Ấn Độ sẽ giảm 9,9%, Pháp giảm 9,1% bằng với Ý, còn nước Anh giảm tới 11,2% năm 2020, Brazil cũng giảm 6% năm này.
Cơ quan thống kê của EU cho biết tổng sản phẩm quốc nội của khu vực đồng euro giảm 0,7% trong ba tháng đến hết tháng 12 so với quý trước, dẫn đến mức giảm hàng năm của khối vào năm 2020 là 6,8%, theo cơ quan thống kê của EUb đầu tháng 2 năm 2021
Khu vực Mỹ Latinh GDP giảm 7,7% trong năm 2020, đưa GDP bình quân đầu người trở về mức của 10 năm trước đó. Đại dịch cũng đã khiến tỷ lệ thất nghiệp ở Mỹ Latinh lên đến 10,7%, tăng 2,6% so với năm 2019. Những nước có tỷ lệ thất nghiệp cao nhất là Peru (39,5%), Colombia (21,8%), Argentina (20,9%) và Costa Rica (20,1%). CEPAL dự báo GDP của Mỹ Latinh sẽ tăng trưởng 3,7% trong năm 2021 và phải tới năm 2024 khu vực này mới phục hồi hoạt động kinh tế về mức của năm 2019. Trong năm 2020, kinh tế Brazil suy giảm 4,1%. Con số -4,1% của năm 2020 là mức giảm hàng năm tồi tệ thứ ba được ghi nhận đối với kinh tế Brazil, sau năm 1981 (-4,25%) và 1990 (-4,35%). Theo thống kê, GDP của Brazil chỉ tăng trung bình 1,66% trong 10 năm.
Số liệu chính thức do Cơ quan Thống kê Australia (ABS) công bố ngày 3/3 cho thấy trong quý 4/2020, Tổng sản phẩm quốc nội (GDP) của Australia tăng 3,1%, duy trì đà tăng của 3,4% của quý trước đó. Đây là lần đầu tiên trong 6 thập kỷ, GDP của Australia tăng hơn 3% trong nhiều quý liên tiếp. Tuy nhiên, tính cả năm 2020, kinh tế Australia vẫn giảm 1,1% do đại dịch COVID-19 khiến nền kinh tế sụt giảm kỷ lục 7,7% trong quý 2/2020 và rơi vào suy thoái lần đầu tiên kể từ năm 1991.
Theo báo cáo Triển vọng Kinh tế Thế giới mới nhất được công bố hôm 26/1/2021, IMF dự kiến nền kinh tế toàn cầu sẽ tăng trưởng 5,5% trong năm 2021, tăng 0,3% so với dự báo của tháng 10 năm 2020. IMF cũng dự báo GDP toàn cầu sẽ tăng 4,2% vào năm 2022. IMF dự báo tăng trưởng GDP của Mỹ sẽ đạt 5,1% trong năm 2021. IMF dự báo GDP khu vực đồng euro sẽ tăng 4,2% trong năm. Bên cạnh đó, Trung Quốc dự kiến sẽ tăng trưởng GDP trên 8% trong năm. Nhật Bản được dự báo sẽ tăng trưởng 3,1% và kinh tế Ấn Độ sẽ tăng tới 11,5% trong năm 2021. Nền kinh tế Anh sau khi đã chính thức rời Liên minh châu Âu (EU) được IMF dự đoán tăng trưởng 4,5% trong năm 2021.
Bà Ngozi Okonjo-Iweala ngày 15 tháng 2 được bổ nhiệm nắm giữ chức Tổng giám đốc Tổ chức Thương mại Thế giới (WTO) trong cuộc phỏng vấn với Reuters cho biết các nghiên cứu chỉ ra GDP toàn cầu sẽ mất 9.000 tỷ USD nếu các nước nghèo không thể nhanh chóng tiêm vaccine cho người dân. Nửa tác động này sẽ rơi vào nhóm nước giàu. "Dù là trên phương diện y tế hay kinh tế, chủ nghĩa dân tộc tại thời điểm này sẽ khiến thế giới trả giá đắt". Bà cảnh báo "chủ nghĩa dân tộc trong vaccine" sẽ làm chậm quá trình chấm dứt Covid-19 và kéo tụt tăng trưởng kinh tế của tất cả các nước, từ giàu đến nghèo.
Theo The Conversation: Coronavirus đã làm tê liệt nền kinh tế thế giới. GDP toàn cầu bị sụt giảm mạnh nhất kể từ khi thế chiến hai kết thúc vào năm 2020, hàng triệu người đã thất nghiệp hoặc bị sa thải tạm thời, và các Chính phủ đã bơm hàng nghìn tỷ đô la vào nền kinh tế của họ để ngăn chặn thiệt hại lớn hơn. Tuy nhiên, sự phục hồi vào năm 2021 là rất không chắc chắn. Nền kinh tế Trung Quốc đang tăng trưởng mạnh trở lại, nhưng nhiều quốc gia giàu nhất thế giới có thể không phục hồi hoàn toàn cho đến năm 2022. Bất bình đẳng cũng tràn lan. Trong khi 651 tỷ phú của Mỹ đã tăng giá trị tài sản ròng lên 30% tới 4 nghìn tỷ USD, 1/4 tỷ người ở các nước đang phát triển có thể phải đối mặt với tình trạng nghèo đói tuyệt đối và tới một nửa lực lượng lao động toàn cầu có thể mất kế sinh nhai. Theo bài báo Trung Quốc và Hàn Quốc có lợi thế trong cuộc đua kinh tế nhờ sớm dập dịch, tăng trưởng Trung Quốc có thể 8% năm 2021, các quốc gia giàu có như Mỹ, Anh và những nước ở lục địa Châu Âu, bức tranh kém tươi sáng hơn. Tuy nhiên thiệt hại lớn nhất có lẽ thuộc về các nước đang phát triển. Các nước này thiếu cả nguồn lực kinh tế để có đủ vắc xin và trang bị hệ thống y tế công cộng để điều trị số lượng lớn bệnh nhân COVID, và cũng không thể chi trả các khoản trợ cấp khổng lồ như các chính phủ ở châu Âu và Mỹ để ngăn chặn tình trạng thất nghiệp hàng loạt, và với nhu cầu về nguyên liệu thô của họ bị suy yếu do suy thoái ở phương Tây, và ít viện trợ từ các nước giàu có để giảm bớt các khoản nợ lớn, họ khó có khả năng khóa cửa thêm. Ngay cả những quốc gia phát triển nhanh trước đây như Brazil và Ấn Độ cũng đang phải đối mặt với thời kỳ khó khăn. Nhiều triệu người lao động nghèo trong khu vực phi chính thức đang bị buộc phải quay trở lại các ngôi làng và khu ổ chuột ở đô thị để đối mặt với tình trạng nghèo đói hàng loạt và thậm chí là chết đói...Những người rất giàu, đặc biệt là ở Mỹ, đã được hưởng lợi từ sự gia tăng mạnh mẽ của thị trường chứng khoán nhờ những thành công nhờ đại dịch như Amazon, Netflix và Zoom - và điều này có vẻ sẽ tiếp tục.
Sáu tháng đầu năm 2021 ghi nhận phục hồi kinh tế ở nhiều quốc gia. Tuy nhiên tổng sản phẩm quốc nội (GDP) của khu vực OECD vẫn ở dưới mức trước đại dịch, mặc dù tăng trưởng trong quý 2 năm 2021 tăng 1,6% so với 0,6% của quý trước, theo ước tính tạm thời. Khi so sánh hoạt động kinh tế trong quý 2 năm 2021 với mức độ trước đại dịch (Quý 4-2019), trong nhóm G7 thì Anh  có mức chênh lệch lớn nhất (âm 4,4%), tiếp theo là Ý (âm 3,8%), Pháp và Đức (cả hai đều ở mức âm 3,3%).  Có Mỹ là đã quay trở lại trước đại dịch trong quý 2 năm 2021, với GDP vượt mức trước đại dịch bằng 0,8%. Trong quý 2 GDP theo giá thực tế đánh giá theo quý so với quý trước Ấn Độ giảm sâu tới -10,2%, trong khi Anh tăng 5,5%, Ailen tăng 6,3%. Tăng trưởng kinh tế một số nước quý 1/ quý 2 năm 2021 so với cùng kỳ năm trước: Mỹ 0,2% /12,2% , Trung Quốc 18,3% /7,9%, Nhật Bản -1,3% /7,7%, Nga -0,1%/ 8,1%,  Ấn Độ 1,6% /20,9%, Đức -3,1% / khoảng 9,4%, Anh -5,8%/23,6%, Pháp 1,5%/18,7%, Hàn Quốc 1,9% /khoảng 6%...Liên minh châu Âu -1,2% / 13,8%...(theo OECD). Chính phủ Ấn Độ thông báo tăng trưởng của nước này quý 1/ FY22 theo năm tài chính là 20,1%, sau sự sụt giảm nghiêm trọng của quý trước. Việt Nam GDP 9 tháng  đầu năm 2021 chỉ tăng 1,42% so với cùng kỳ năm trước, quý III/2021 ước tính giảm 6,17% so với cùng kỳ năm trước, trong đó Thành phố Hồ Chí Minh trong quý III, GRDP giảm -24,39%, nhiều tỉnh thành khác bao gồm Hà Nội cũng tăng trưởng âm trong quý.
WB dự báo GDP của Trung Quốc sẽ tăng 8% vào năm 2021. Nền kinh tế Ấn Độ phục hồi sau sự suy giảm mạnh, Fitch dự báo tăng trưởng kinh tế của Ấn Độ 8,4% cho năm tài chính hiện tại kết thúc vào ngày 31 tháng 3 năm 2022.
Theo IMF công bố tháng 4 năm 2022, kinh tế toàn cầu năm 2021 tăng 6,1% tuy nhiên dự báo năm 2022 và 2023 chỉ tăng 3,6%. Năm 2021, Trung Quốc tăng 8,1%, Ấn Độ tăng 8,9%, khu vực đồng euro tăng 5,3% trong đó Đức tăng 2,8% và Pháp tăng 7%, nước Anh tăng 7,4%, Mỹ tăng 5,7%, Nhật tăng 1,6%. Tăng trưởng của Ấn Độ là xếp 28 thế giới, của Trung Quốc là 34 thế giới, cao nhất là Libya. GDP của Việt Nam tăng 2,58% theo số liệu nhà nước, thấp hơn tăng trưởng chung của thế giới. Đầu năm 2022 tăng trưởng của nhiều nền kinh tế lớn chậm lại...

## Thị trường chứng khoán
Vào ngày thứ Hai, ngày 24 tháng 2 năm 2020, chỉ số trung bình công nghiệp Dow Jones và FTSE 100 đã giảm hơn 3% do sự lây lan của coronavirus trở nên tồi tệ hơn bên ngoài Trung Quốc vào cuối tuần qua. Điều này theo sau các chỉ số chuẩn giảm mạnh ở lục địa châu Âu sau khi sụt giảm mạnh trên khắp châu Á.  Các chỉ số DAX, CAC 40 và IBEX 35 đều giảm khoảng 4% và FTSE MIB giảm hơn 5%. Giá dầu giảm mạnh và giá vàng tăng cao, lên mức cao nhất trong vòng 7 năm.

## Theo quốc gia

### Trung Quốc
Nền kinh tế Trung Quốc được dự đoán sẽ tạo ra hàng tỷ sản lượng kinh tế. Để tham khảo, Trung Quốc đã tạo ra 143 tỷ USD vào tháng 2 năm 2019, tháng trùng với Tết Nguyên đán ở Trung Quốc. Bộ Giao thông vận tải Trung Quốc báo cáo rằng các chuyến đi trên tàu đã giảm 73% xuống còn 190 triệu chuyến so với năm trước.  Các nhà hàng đã đóng cửa.
Tất cả 70.000 màn hình nhà hát trong nước đã bị đóng, xóa sổ toàn bộ phòng vé. Đây là sự khác biệt lớn so với tuần lễ Tết Nguyên đán năm 2019 đã tạo ra 836 triệu đô la Mỹ. Các nhà máy, nhà bán lẻ và chuỗi nhà hàng đóng cửa.

### Nhật Bản
Thủ tướng Shinzō Abe đã nói rằng "coronavirus mới đang có tác động lớn đến du lịch, nền kinh tế và toàn xã hội của chúng ta". Khẩu trang đã được bán hết trên toàn quốc và hàng tồn kho của khẩu trang đã cạn kiệt trong một ngày sau khi có hàng mới. Đã có áp lực đặt lên hệ thống chăm sóc sức khỏe khi nhu cầu kiểm tra y tế tăng lên. Người dân Trung Quốc đã báo cáo sự phân biệt đối xử ngày càng tăng. Bộ trưởng y tế đã chỉ ra rằng tình hình chưa đạt đến mức phải hủy bỏ các cuộc tụ họp đông người.
Các ngành hàng không, bán lẻ và du lịch đã báo cáo doanh số giảm và một số nhà sản xuất đã phàn nàn về sự gián đoạn đối với các nhà máy, hậu cần và chuỗi cung ứng của Trung Quốc. Thủ tướng Abe đã cân nhắc sử dụng các quỹ khẩn cấp để giảm thiểu tác động của dịch bệnh đối với du lịch, trong đó công dân Trung Quốc chiếm 40%. S & P Global lưu ý rằng các cổ phiếu bị ảnh hưởng nặng nề nhất, là từ các công ty trải dài trong lĩnh vực du lịch, mỹ phẩm và bán lẻ tiếp xúc nhiều nhất với du lịch Trung Quốc. Nintendo tuyên bố rằng họ sẽ trì hoãn việc chuyển Nintendo Switch, được sản xuất tại Trung Quốc, sang Nhật Bản.
Sự bùng phát này đã là một mối lo ngại cho Thế vận hội Mùa hè 2020, dự kiến diễn ra tại Tokyo bắt đầu từ cuối tháng Bảy. Do đó, chính phủ quốc gia đã thực hiện các biện pháp phòng ngừa bổ sung để giúp giảm thiểu tác động của dịch. Ủy ban tổ chức Tokyo và Ủy ban Olympic quốc tế đã theo dõi tác động của dịch ở Nhật Bản.